# Marienthalerhof
Die Örtlichkeit Marienthalerhof (luxemburgisch Mariendallerhaff) bezeichnet ein Gehöft, das der luxemburgischen Gemeinde Helperknapp im Kanton Mersch angehört.

Marienthalerhof liegt an der Straße von Keispelt nach Marienthal auf einer Höhe von etwa 350 m NN.  
Sehenswert ist die Kapelle Marienthalerhof, die aus dem Jahre 1618 stammt.
Koordinaten: 49° 42′ N, 6° 4′ O